# Skarżyn-Kolonia
Skarżyn-Kolonia [pronunciación en polaco: /ˈskarʐɨn kɔˈlɔɲa/] es un pueblo ubicado en el distrito administrativo de Gmina Malanów, dentro del Distrito de Turek, Voivodato de Gran Polonia, en el oeste de Polonia central. Se encuentra aproximadamente a 7 kilómetros al sur de Malanów, a 15 kilómetros al suroeste de Turek, y a 117 kilómetros al sureste de la capital regional Poznań.
El pueblo tiene una población de 177 habitantes.